# Evélio Caballero
Evélio Caballero – kubański bokser, srebrny medalista Igrzysk Ameryki Środkowej i Karaibów z roku 1950.

## Kariera
W marcu 1950 roku zdobył złoty medal na Igrzyskach Ameryki Środkowej i Karaibów w Gwatemali. W finale zmierzył się z Gwatemalczykiem José Colónem, z którym przegrał na punkty.